# Trichocentrum lanceanum
Trichocentrum lanceanum (возможное русское название Трихоцентрум Ланца) — многолетнее эпифитное трявянистое растение из семейства Орхидные, или Ятрышниковые (Orchidaceae).
Устаревшее название: Онцидиум Ланца (лат. Oncidium lanceanum).
Систематическое положение вида не постоянно, за последние годы оно подвергалось многократным пересмотрам. Так с 1842 по 1993 вид относили к роду Oncidium, с 1993 по 2001 — к роду Lophiaris, и только в 2001 году все виды рода Lophiaris было решено относить к Trichocentrum.
Вид не имеет устоявшегося русскоязычного названия. Обычно используется устаревшее научное именование Oncidium lanceanum или же современное — Trichocentrum lanceanum.

## Биологическое описание
Побег симподиального типа. 

Псевдобульбы небольшие, длиной до 2 см, узкояйцевидные, сплющенные.

Листья удлиненно-ланцетные, кожистые, жесткие, светло-зеленые со множеством мелких коричневых или фиолетовых пятен, до 55 см в длину, до 12 см в ширину, долгоживущие (до 8 лет).

Цветонос крепкий, прямой, до 45 см длиной, несет 5-15 цветков.

Цветки восковые, жесткие, с тонким дневным ароматом, до 8 см в диаметре. Чашелистики и лепестки желтые, жёлто-зелёные, густо испещрены коричнево-пурпурными крапинами. Чашелистики овальные, с коротким коготком, тупоконечные, волнистые на конце, длиной около 3,5 см, шириной 2,2 см. Верхний чашелистик вогнутый, боковые длиннее и уже верхнего.
 Губа контрастная, пурпурно-фиолетовая, у основания темнее, по краям белая, трёхлопастная, длиной до 4 см, шириной до 3 см. Боковые лопасти ушковидные, длиной до 0,6 см, шириной до 0,5 см; средняя с ноготком. Существуют формы с чисто белой губой. 
Колонка короткая, длиной 0,8 см Пыльник пурпурного цвета.
Хромосомы: 2n = 26

## Природные гибриды
- Oncidium × haematochilum — Oncidium lanceanum × Oncidium luridum (Oncidium altissimum)[4][5]. 
 Цветонос более 60 см длиной, многоцветковый. Цветки около 5 см в диаметре, ароматные.

## Ареал, экологические особенности
Эквадор, Колумбия, Венесуэла (Боливар, Монагас, Сукре), Гайана, Тринидад, Французская Гвиана, Суринам. 
Эпифит. 
 Горные леса на высотах от 300 до 500 метров над уровнем моря.
Зарегистрированные экстремальные температуры в местах естественного произрастания: 36°С и +12 °C.

Относительная влажность воздуха: 80% в течение всего года.

Осадки: от 132 мм в феврале до 345 мм в октябре.

Средняя температура воздуха (день/ночь) с 31,1/20,0 °C в январе до 32,2/21,7 °C в течение всего лета.
Относится к числу охраняемых видов (II приложение CITES).

## В культуре
В культуре с 1834 года.

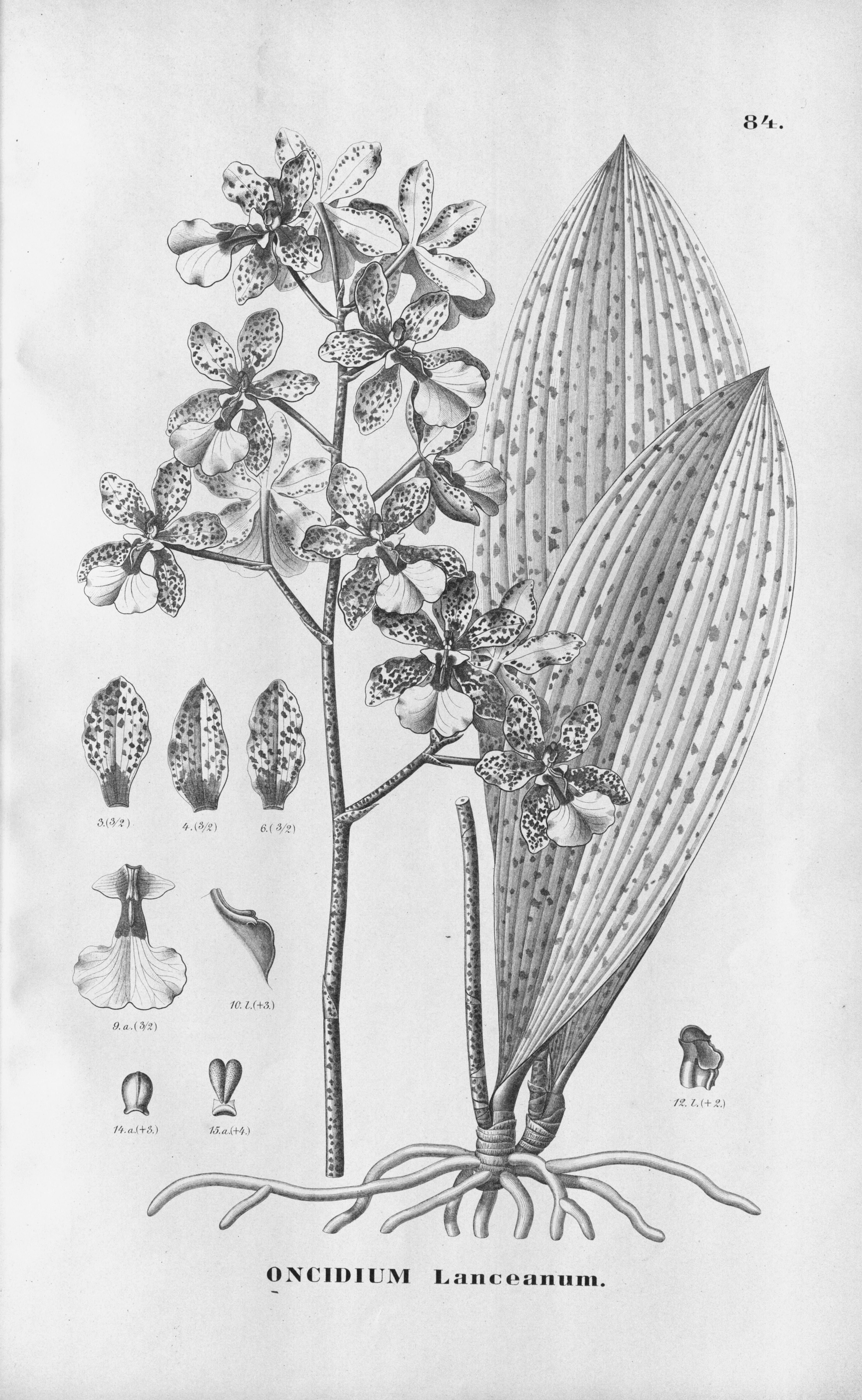
Trichocentrum lanceana

Температурная группа — тёплая. Средняя температура воздуха на протяжении всего года — 30-33°С днем, 20-22°С ночью, с ежедневным перепадом в 8-12 °C. Растения выращенные в культуре могут быть адаптированы к температуре на 3-4 °C ниже, чем описано выше.
Свет: 20000-35000 люкс при наличии высокой влажности и интенсивным движении воздуха. Красноватая окраска листьев указывает на слишком яркий свет.
Относительная влажность воздуха 75-85 %.
Посадка на блок, в корзинку для эпифитов, пластиковый или керамический горшок. 
Субстрат — смесь сосновой коры средней фракции (кусочки от 0,5 до 1,0 см), перлита и древесного угля. При содержании на блоке в жаркую погоду растения требуется поливать несколько раз в день.
 Ярко выраженного периода покоя нет. Равномерный полив растений осуществляют в течение всего года. Trichocentrum lanceanum не переносят застоя влаги. Между поливами, субстрат должен успеть полностью просохнуть.
Цветет с мая по ноябрь, с пиком в сентябре. Растения особенно чувствительны к пестицидам и фунгицидам. Продолжительность цветения около 1 месяца.
В период роста каждую неделю или каждые две недели вносится 1/4-1/2 рекомендуемой дозы минеральных удобрений для орхидей.